# Mormonens offer
Mormonens Offer er en dansk stumfilm fra 1911, instrueret af August Blom og produceret af Nordisk Film Kompagni.
Filmen indgik i rækken af film om unge hvide troskyldige piger, der blev kidnappet og holdt fanget og i overhængende fare for at blive seksuelt forulempet. Nordisk Film havde i 1907 produceret filmen Den hvide slavinde, i 1910 filmene Den hvide slavehandel og Den hvide slavehandels sidste offer. Nordisk Film insisterede på, at de udelukkende lavede filmene for at belyse det sociale problem med hvid slavehandel – om end filmenes mange letpåklædte kvinder i udfordrende positurer nok så meget syntes at have været selskabets fokus.
Filmen omhandler en smuk ung pige, der først betages af og senere tvinges til at følge en amerikansk mormonpræst til Utah, hvor han vil indlemme hende i sit harem. Filmen og programmaterialet indeholder meget kritisk omtale af mormoner, Jesu Kristi Kirke af Sidste Dages Hellige som beskrives som en beskæmmende hedensk vildfarelse bygget på magt og sekterisk fanatisme og en falsk profet samt ikke mindst flerkoneri.

## Modtagelse
| „ | Mormonens Offer. Et Drama om Kærlighed og sekterisk Fanatisme. Dette spændende virkningsfulde Nutids-Skuespil, som belyser den af "de sidste Dages Hellige" iværksatte hensynsløse Propaganda, er en af Filmkunstens store Verdens-Succes'er | “ |
|   | — Fotorama programtekst |   |

Filmen blev en verdenssucces, men mest på grund af den populære verdensstjerne Valdemar Psilander – som spillede skurk (dvs. mormon). Efterspørgslen var så stor at Nordisk Film måtte lave et ekstra oplag og det engelske filmblad Bioscope skrev: "Denne store vinder skaber et rekordpublikum", mens det amerikanske filmblad The Moving Picture News skrev om filmen at den: "Ingen ligemand har som pengemaskine".
Ikke overraskende modtog Jesu Kristi Kirke af Sidste Dages Hellige (LDS) filmen meget dårligt. Da den erfarede at filmen var på vej til USA (premiere februar 1912), blev der iværksat en kampagne gennem National Board of Censorship for at få filmen forbudt eller censureret. Det lykkedes dem at få National Board of Censorship til at kræve alle referencer til mormoner slettet fra filmen, før den kunne udgives på det amerikanske marked. Men da dette organ kun havde ringe indflydelse, og på trods af at Nordisk Film havde som officiel politik at de ville følge dets beslutninger, blev filmen sendt ud på det amerikanske marked uden ændringer. Filmen blev alligevel forbudt i Utah, hvor den blev opfattet som anti-mormonsk propaganda og som den første anti-mormonske film. Statens guvernør udtalte at de danske filmskabere "kun blev overgået af deres pervertering af sandheden ved deres absurditet".

## Handling
| „ | Paa samme Vis som de store Films-Dramaer, der afslørede de Ugerninger, den saakaldte "hvide Slavehandel" har gjort og stadig gør sig skyldig i, udretter et godt og nyttigt Oplysningsarbejde, idet unge Piger advares mod de Snarer, som denne lyssky Trafiks Repræsentanter spænder for deres Fod – paa samme Vis turde denne Kunstfilm være velegnet til at aabne Folks Øjne og henlede deres Opmærksomhed paa denne Agitation, mormonismens Talsmænd udfolder for at drage unge Mænd og da navnlig K v i n d e r over til Saltsøstaden. | “ |
|   | — Fotorama programtekst |   |

Direktør Gram har med sin familie, sønnen Olaf (Henry Seemann), datteren Nina (Clara Wieth) samt hendes forlovede Sven Berg (Carlo Wieth), slået sig ned på et luksuriøst badehotel.
En aften mens de sidder de og hygger sig uden for, introducerer en ung amerikaner – Andrew Larsson (Valdemar Psilander) – sig for selskabet. Amerikaneren, der er mormonpræst, bliver straks betaget af den unge og meget smukke Nina – og hun af ham. Nina holder dog meget af sin forlovede, men han har forsømt hende og bruger al sin tid på sine sportsinteresser i stedet for hende. Så hun bruger mere og mere tid med denne mærkværdigt fascinerende amerikaner. Og snart har han fået hende så meget i sin vold, at hun – halt i ekstase, halvt i hypnotisk trance – går med til at rejse med ham tilbage til Utah.
Straks de er flygtet, isætter hendes broder og forlovede en eftersøgning. Men mormonpræsten Andrew formår alligevel at snige sig om bord på et dampskib til Amerika. Men vel om bord på skibet bliver pigen pludselig tvivlrådighed og får hjemve. Hun trygler da Andrew om lov til at vende hjem igen, men han er besat af den unge piges skønhed og vil ikke slippe hende fri for noget i verden. Olaf og Sven prøver at kontakte dampskibet ved hjælp af et telegram, men Andrew overfalder skibets telegrafist, så hans skandaløse forehavende ikke bliver afsløret. Snart ankommer skibet til Amerika,
og Andrew fortsætter med sit bytte til Saltsøstaden i Utah, hvor han spærrer den stakkels pige inde i hendes "boudoir". Imidlertid fatter husbestyrerinden Nancy (Emilie Sannom) medlidenhed med Nina, men et forsøg på at sætte hende fri mislykkes, da Andrew opdager dem. Samtidigt er Olaf og Sven ankommet til byen og henvender sig straks ved Andrews hus for at få udleveret pigen. Imidlertid snyder Andrew dem til at tro hun er andetsteds, og mens de farer rundt i byen til ingen verdens nytte, gemmer han Nina af vejen i en mørk og skummel kælder, der kun kan nås gennem en hemmelig gang. Rasende over at være blevet snydt vender Olaf og Sven nu tilbage og trænger ind i Andrews hus, men kan ikke finde Nina nogetsteds, og Andrew bedyrer sin uskyld. Heldigvis får Nina ved et tilfælde trykket på en hemmelig knap, der åbner lemmen til hendes fangehul. Sven får hende befriet og lover for fremtiden aldrig at forsømme hende for sine sportsinteresser. I sidste scene forsøger Andrew at dræbe Nina, men bliver forhindret af Sven og kommer til at skyde sig.

## Rolleliste
| Skuespiller        | Rolle                           |
| ------------------ | ------------------------------- |
| Valdemar Psilander | Andrew Larsson, mormonpræst     |
| Henry Seemann      | Olaf Gram, ingeniør             |
| Clara Wieth        | Nina Gram, Olafs søster         |
| Carlo Wieth        | Sven Berg, Ninas forlovede      |
| Franz Skondrup     | Detektiv                        |
| Emilie Sannom      | Nancy, Larssons husbestyrerinde |
| Otto Lagoni        | Larssons mormonven              |
| Carl Schenstrøm    | Larssons mormonven              |
| Frederik Jacobsen  | Ninas far                       |
| Nicolai Brechling  | Telegrafist på skibet           |
| Axel Boesen        |                                 |
| H.C. Nielsen       |                                 |
| Carl Petersen      | Betjent                         |
| Doris Langkilde    |                                 |

## Titler
Supplerende dansk titel:
- Et Offer

Udenlandske titler:
- eng. A Victim of the Mormons